# Hawaii Consolidated Railway
La Hawaii Consolidated Railway était une compagnie de chemin de fer des États-Unis, à Hawaï.

## Activité
Elle possédait ses propres voies d'un écartement standard de 1 435 millimètres parcourant Hilo et ses environs sous la forme d'une ligne à laquelle se connectent quelques branches. Les convois transportaient des passagers, notamment ceux se rendant au sommet du Kīlauea, mais surtout du fret agricole, essentiellement de la canne à sucre.

## Histoire
Créée en 1899, elle disparaît subitement le 1er avril 1946 lorsqu'un tsunami endommage fortement la ligne et dont la reconstruction est jugée trop onéreuse. Quelques vestiges des voies sont toujours visibles.